# Solution nutritive
Les végétaux transforment des ions minéraux en matière organique grâce au phénomène de la photosynthèse.
La solution nutritive apportée est donc constituée d'eau et d'ions dissous dans la solution. .(N: Azote / P: phosphore / K: Potassium). La solution nutritive est un liquide nutritionnel contenant toutes les substances dissoutes indispensables à la survie d'un organisme